# Pseudolatirus clausicaudatus
Pseudolatirus clausicaudatus là một loài ốc biển, là động vật thân mềm chân bụng sống ở biển trong họ Fasciolariidae.

## Hình ảnh

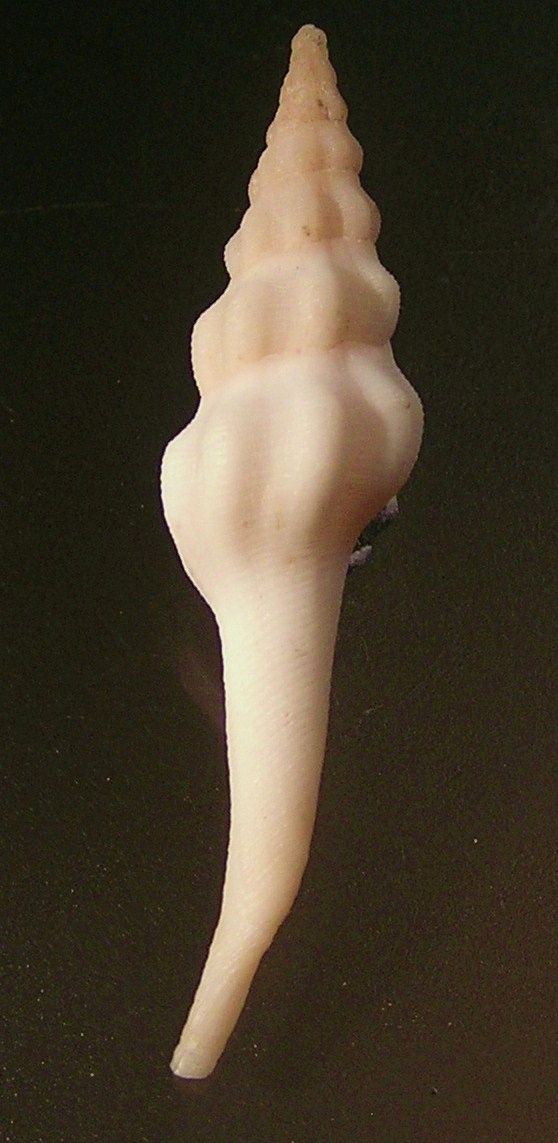
abapertural view
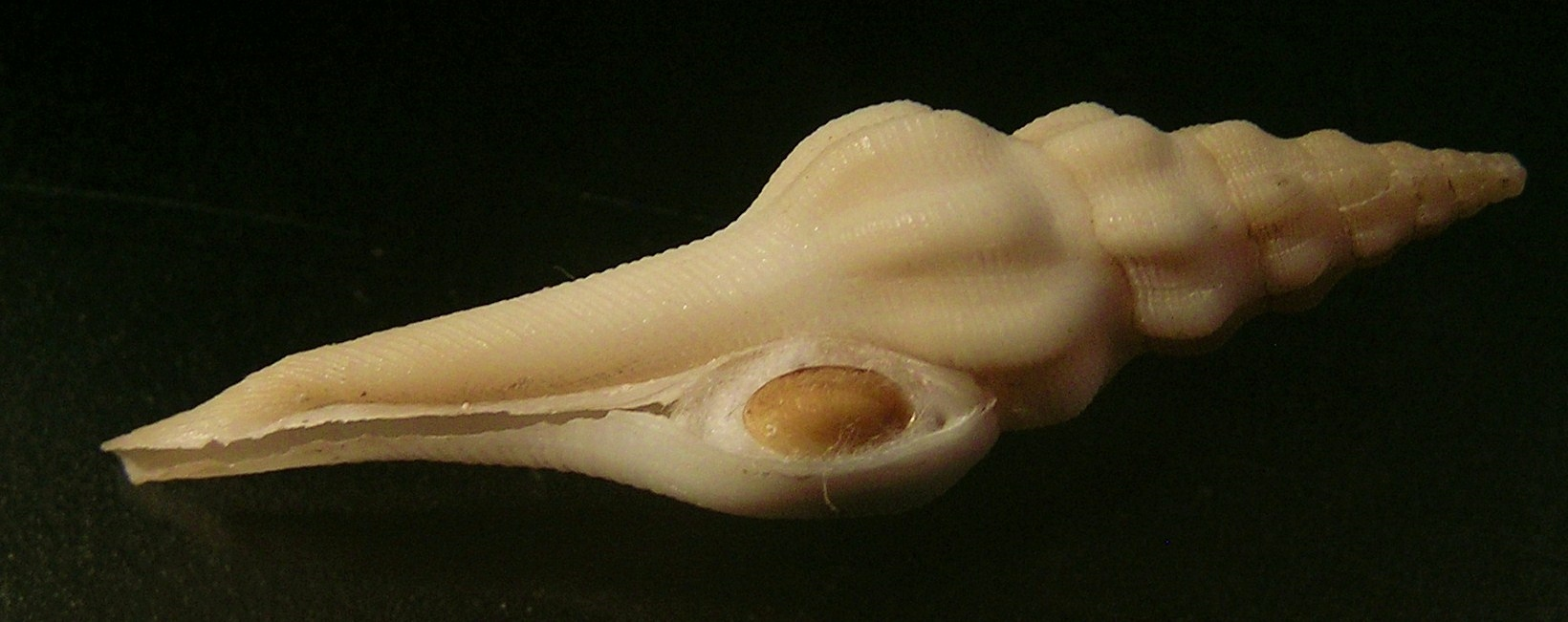
apertural view